# Uromyces kenyensis
Uromyces kenyensis ist eine Ständerpilzart aus der Ordnung der Rostpilze (Pucciniales). Der Pilz ist ein Endoparasit des Süßgrases Chloris roxburghiana. Symptome des Befalls durch die Art sind Rostflecken und Pusteln auf den Blattoberflächen der Wirtspflanzen. Sie ist ein Endemit Kenias.

## Merkmale

### Makroskopische Merkmale
Uromyces kenyensis ist mit bloßem Auge nur anhand der auf der Oberfläche des Wirtes hervortretenden Sporenlager zu erkennen. Sie wachsen in Nestern, die als gelbliche bis braune Flecken und Pusteln auf den Blattoberflächen erscheinen.

### Mikroskopische Merkmale
Das Myzel von Uromyces kenyensis wächst wie bei allen Uromyces-Arten interzellulär und bildet Saugfäden, die in das Speichergewebe des Wirtes wachsen. Spermogonien und Aecien der Art sind nicht bekannt. Die zimtbraunen Uredien des Pilzes wachsen zumeist oberseitig auf den Wirtsblättern. Seine ebenfalls zimtbraunen Uredosporen sind 21–24 × 18–21 µm groß, zumeist kugelig bis breitellipsoid und stachelwarzig. Die blattoberseitig wachsenden Telien der Art sind schwarzbraun und früh unbedeckt. Die kastanienbraunen Teliosporen sind einzellig, in der Regel breit eiförmig bis kugelig und 20–24 × 17–20 µm groß. Ihre Stiele sind farblos bis gelblich und bis zu 60 µm lang.

## Verbreitung
Das bekannte Verbreitungsgebiet von Uromyces kenyensis umfasst lediglich Kenia.

## Ökologie
Die Wirtspflanze von Uromyces kenyensis ist Chloris roxburghiana und Chloris gayana. Der Pilz ernährt sich von den im Speichergewebe der Pflanzen vorhandenen Nährstoffen, seine Sporenlager brechen später durch die Blattoberfläche und setzen Sporen frei. Die Art durchläuft einen Entwicklungszyklus, von dem bisher nur Telien und Uredien sowie deren Wirt bekannt sind; Spermogonien und Aecien konnten ihr nicht zugewiesen werden.